# Teatro de Herculano
El Teatro de Herculano es un teatro de la ciudad de la Antigua Roma de Herculano (actualmente, el municipio de Ercolano). Desde el año 1997 forma parte del sitio Patrimonio de la Humanidad llamado «Zonas arqueológicas de Pompeya, Herculano y Torre Annunziata».
Sobre el Corso Ercolano, a 350 metros de la entrada a las excavaciones, se encuentra el Teatro. El edificio, cuya estructura se apoyaba sobre un doble orden de arcos y pilastras, tenía una capacidad de 2.000-2.500 espectadores y estaba decorado elegantemente. El muro en lo alto de la cavea estaba ornamentado con una serie de estatuas de bronce de grandes dimensiones, representando a personalidades de Herculano y miembros de la familia imperial. Riquísima era también la decoración de la escena, recubierta de mármol, con columnas de mármol africano y de amarillo antiguo. A pesar de ello, el teatro aparece hoy totalmente espoliado. Manuel Mauricio de Lorena, príncipe de Elboeuf primero y Carlos de Borbón después se ensañaron con tenaz vandalismo con este monumento, llevándose toda obra de arte y cada placa de mármol, desmembrando así irremediablemente aquello que de otra forma habría sido el teatro mejor conservado de toda la antigüedad.

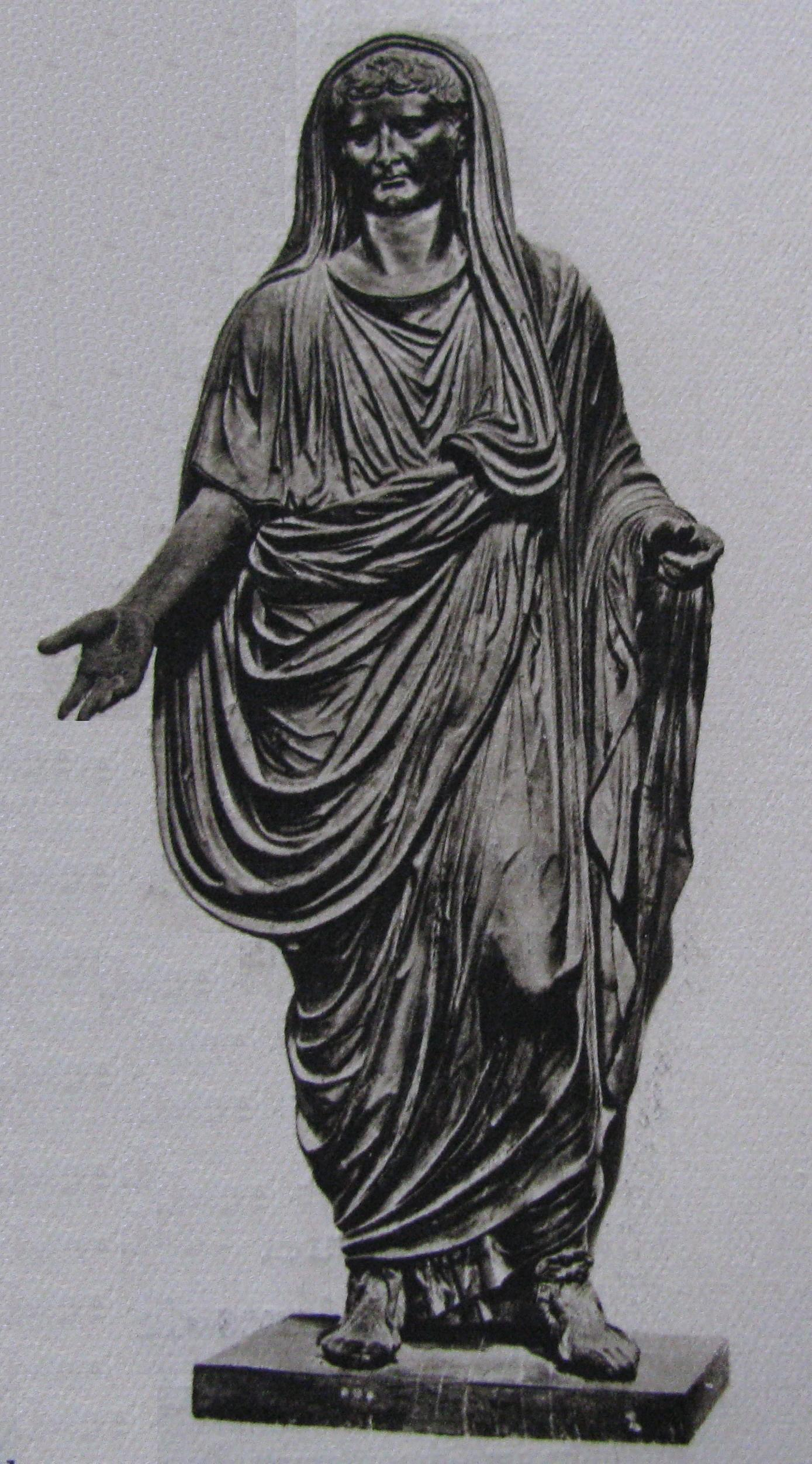
El emperador Tiberio.
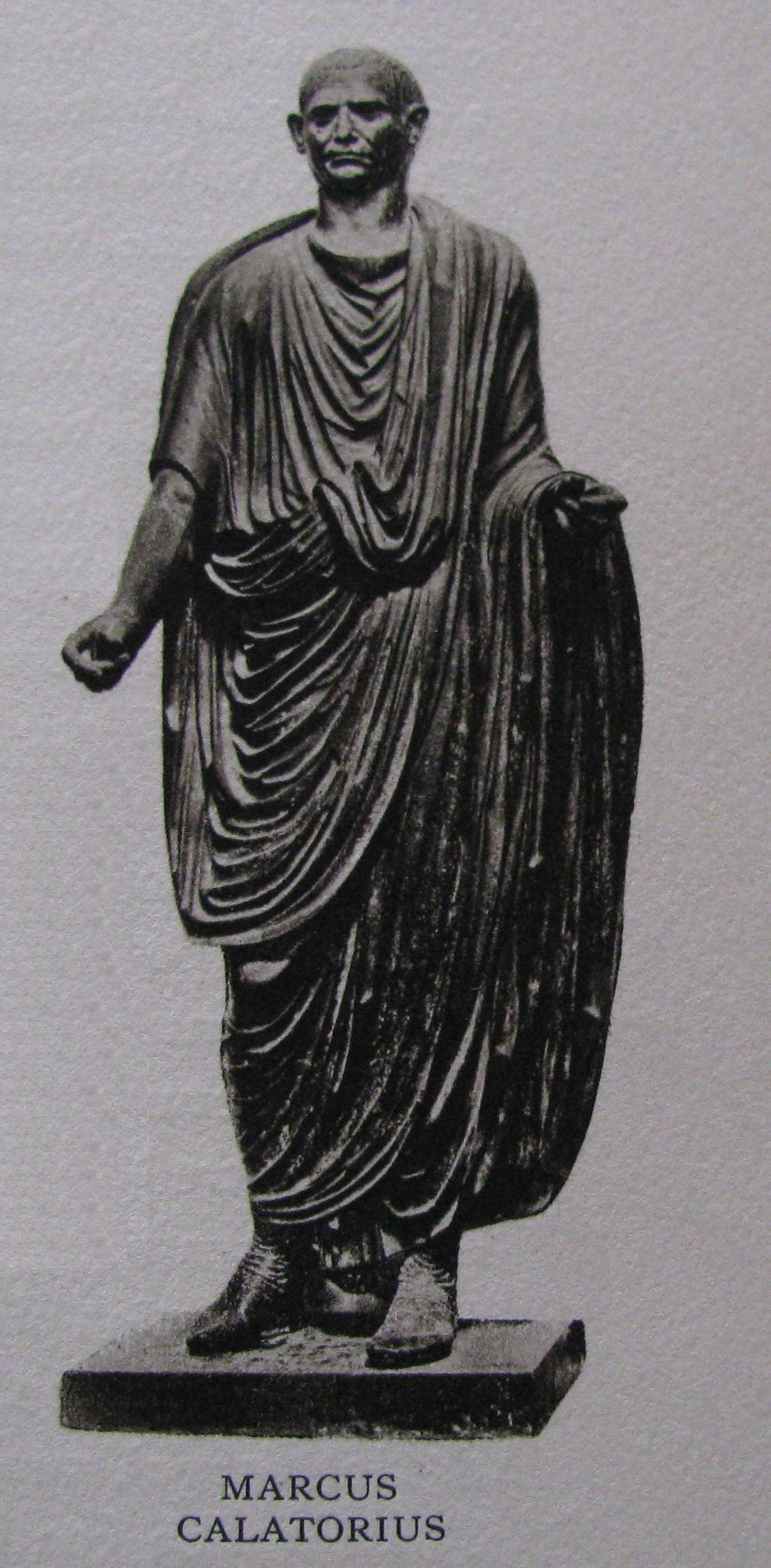
Marcus Calatorius Quartius.
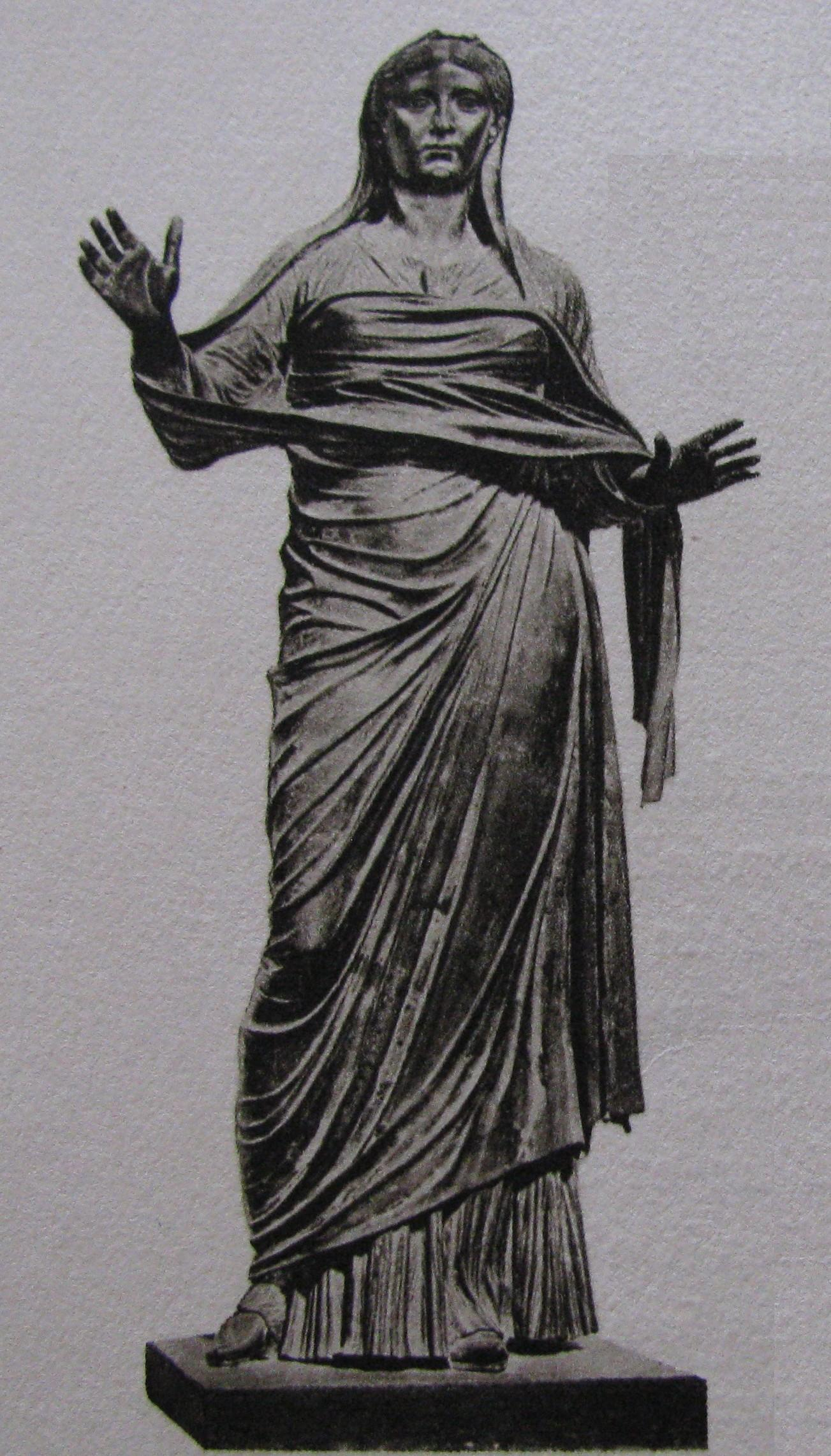
Dama de Herculano.